# Spartokos V
Spartokos V, död 180 f. Kr., var regerande kung av Bosporanska riket mellan 200 och 180 f. Kr.